# Медла
Медла́ (рос. Медла) — річка в Росії, ліва притока Чепци. Протікає територією Дебьоського району Удмуртії.
Річка починається на північний схід від присілка Уйвай, протікає спочатку на північ, потім повертає на північний захід. Впадає до Чепци навпроти присілка Усть-Медла. Верхня течія пересихає, нижня — заболочена. Великі ділянки течії проходять через лісові масиви тайги. Приймає декілька дрібних приток.
На руслі створено багато ставків. Над річкою розташовані присілки Уйвай-Медла та Зарічна Медла.